# Sidur
Esta página contém alguns caracteres especiais e é possível que a impressão não corresponda ao artigo original.

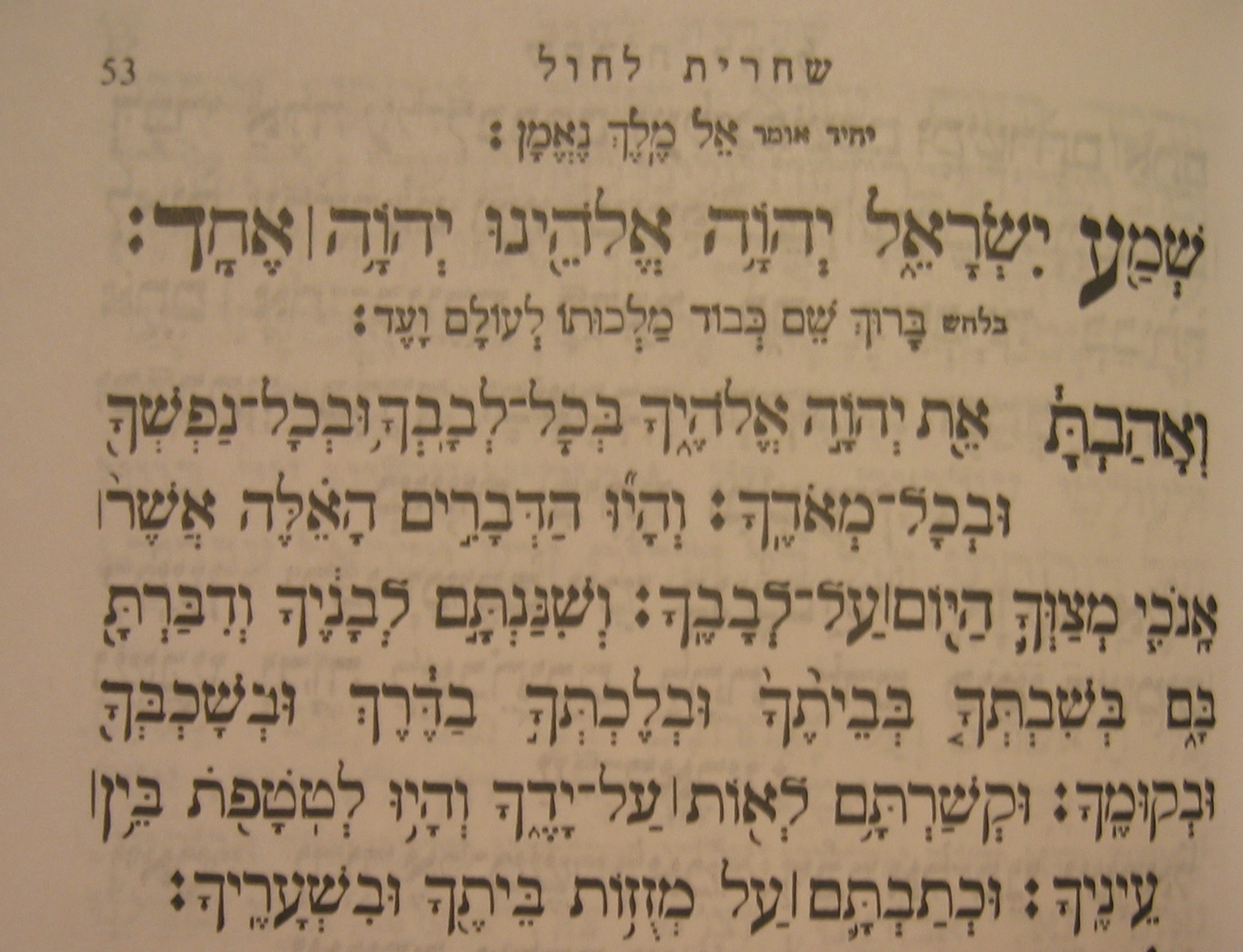
A oração - Shemá Israel no Sidur

Seder tefilot ou Sidur (סידור no plural sidurim que significa arranjo e ordem.); é o livro de orações utilizado pelos judeus, contendo o conjunto de orações e bençãos diárias, para os sábados, dias santos e dias de jejum.
A primeira compilação conhecida do livro judaico de oração comum é a de Amram Gaon, diretor da yeshibah de Matah Meḥasya na Babilônia (846-864). Este livro de orações foi amplamente usado e referido pelas primeiras autoridades, como Rashi, os tosafistas, Asheri e Caro. O Seder Rab Amram, como era chamado, era a base de todos os livros de orações subsequentes. Azulai pensa que os discípulos de Amram escreveram este siddur. Interpolações foram feitas, no entanto, não apenas pelos discípulos de Amram, mas também por outros em períodos posteriores. Amram é citado; assim são Saadia Gaon e outros gueonim que viveram após a morte de Amram. A linguagem de algumas das últimas interpolações não está no estilo gueônico. No entanto, o siddur como um todo ainda mantém o sistema original de Amram Gaon. O siddur de Amram é intercalado com decisões do Talmud e com notas de costumes prevalecendo no yeshibot da Babilônia. O texto, com exceção das benedições, é um tanto abreviado. Mas entre as divisões ou capítulos existem muitos trechos midráxicos, acompanhados de ḳadishim individuais, que são omitidos nos livros de orações subsequentes. Seder Rab Amram é mais próximo do minhag sefaradim do que do Ashkenazim. O conteúdo do siddur é: Shaḥarit (oração da manhã), Maamadot, Minḥah, Maarib (omitindo a Amidah), o Shema antes de dormir, escolha para as segundas e quintas-feiras, orações para o sábado e próximo do sábado, Lua nova, Bênção da Lua Nova, dias de jejum, Ḥanukkah, Purim, Pessach, Hagadá, Pentecostes, Nono de Ab, Ano Novo, Yom Kipur, Sukkot, ordem do 'erub, circuncisões e casamentos, e também orações para viajantes, orações ocasionais e bênçãos de enlutamentos.

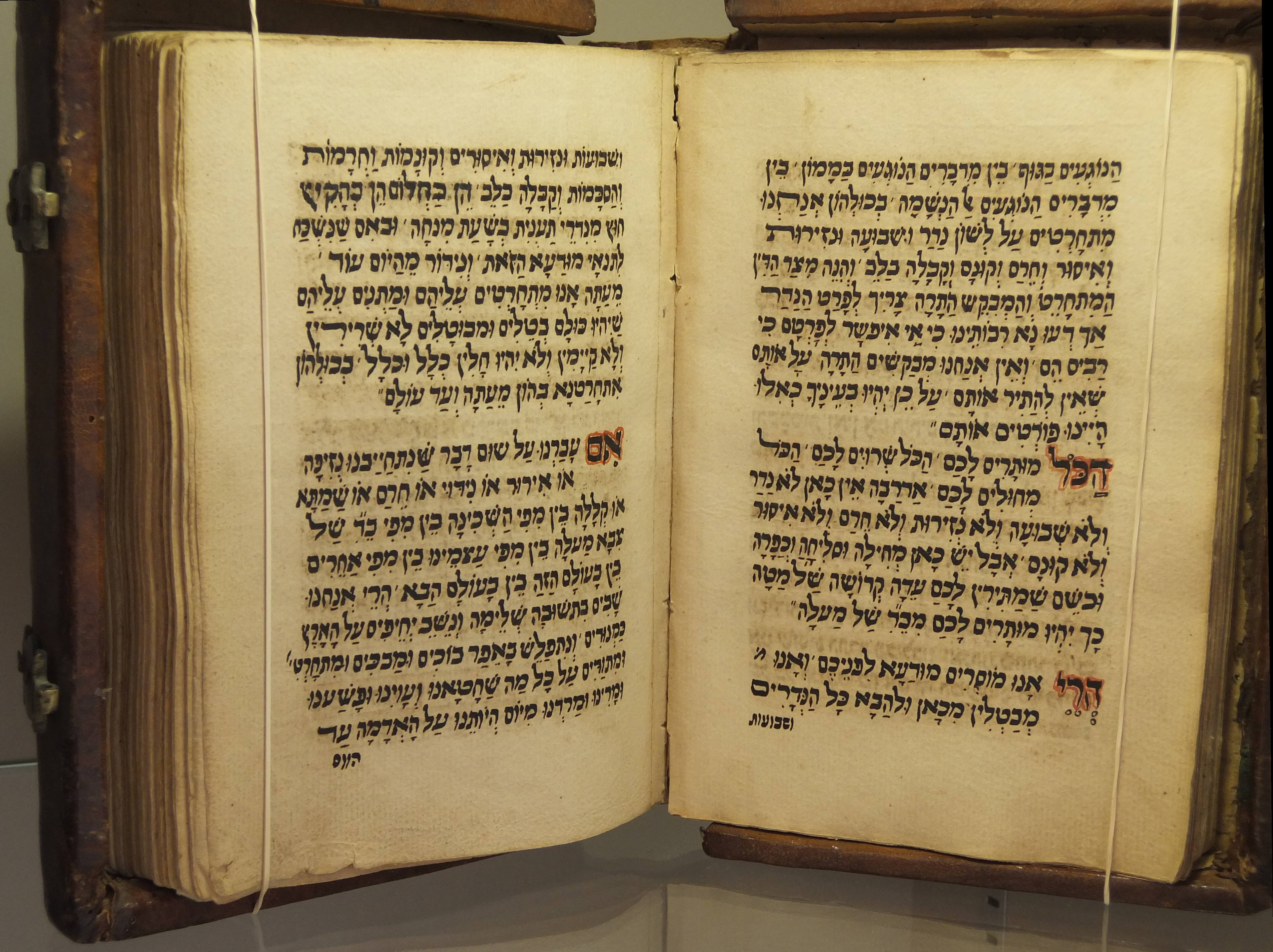
Sidur Iemenita mostrando a Influência Sefardita.

A segunda parte consiste em uma coleção de selos de autores posteriores, divididos em quinze maamadot para as quinze noites anteriores a Rosh ha-Shanah, e hinos e yoẓerot (piyyuṭim) para Rosh ha-Shanah e Yom Kippur. O siddur de Amram, que permaneceu em manuscrito mais de 1.000 anos, foi publicado pela primeira vez em Varsóvia em 1865 a partir de um manuscrito de Hebron comprado pela N. N. Coronel.
Saadia Gaon, diretor da yeshibah de Sura (928-942), foi a compilador de outro livro de orações, preservado em um manuscrito encontrado em sua terra natal, Al-Fayyum, no Egito. O manuscrito inclui duas orações compostas por Saadia e traduzidas para o árabe—um do próprio Saadia e outra do Ẓemaḥ b. Joseph.
Maimonides (1135-1204) dá a ordem de orações para o ano inteiro no Seder Tefillot Kol ha-Shanah, no final do segundo livro do Yad. É idêntico à minhag sefardita. Este texto, com tradução alemã, foi publicado por Leon J. Mandelstamm, em São Petersburgo, em 1851.

## Mahzor Vitry
A mais importante compilação inicial das orações, que foi a base da minhag Ashkenazim introduzida pelos rabinos franceses em 1208; foi publicado pela primeira vez pelo Meḳizbdot Nirdamim, e foi editado por Simeon Hurwitz (Berlim, 1893). O Mahzor Vitry é dez vezes mais volumoso que o Seder Rab Amram, que é frequentemente referido à Saadia e outros gueonim também são citados. Como nas compilações anteriores, as decisões do Talmud e dos códigos são incorporadas antes das divisões de sujeito do texto. Aqui ocorre, provavelmente pela primeira vez, a compilação de hoshanot (p. 447) e de zemirot (canções, hinos) para várias ocasiões (pp. 146, 177, 184), uma paródia para Purim (p. p. 583), e uma valiosa coleção de sheṭarot.

## Primeiras traduções
A primeira tradução do livro de oração, o Minhag Romi, em italiano com caracteres hebraicos, foi publicada em Bolonha em 1538 (espanhol, Ferrara, 1552; judæo-alemão, por Elijah Levita, Mantua, 1563). O autor explica que a tradução é destinada às mulheres, que elas também podem entender as orações. A primeira tradução inglesa foi de Gamaliel ben Pedahzur (um pseudônimo; Londres, 1738). O nome real do autor foi escondido dos líderes da comunidade judaica de Londres, que não aprovaria a tradução para o inglês. A impressão na Inglaterra da segunda tradução inglesa, de Isaac Pinto, foi igualmente oposta, e o tradutor foi impresso por John Holt em Nova York, em 1766. A primeira tradução francesa foi impressa por M. Ventura, em Nice, em 1772. -73, e a primeira tradução holandesa em Haia, em 1791-93. Para facilitar o manuseio do livro de orações, foi emitido em vários tamanhos e formas, de folio a 32 milhões, e em números variados de volumes. O Siddur Magna, usado pelos ḥazzan, é conhecido como Kol Bo. Orações ocasionais foram publicadas separadamente. Eles formam uma coleção muito interessante, do ponto de vista religioso e histórico. Uma oração é intitulada: Uma forma de oração... no dia designado para um jejum geral... para obter perdão de nossos pecados e para implorar... Bênção e assistência de Deus nos braços de Sua Majestade... Juntos com um Sermão pregado no mesmo dia por Moisés Cohen d'Azevedo (Hebraico e Inglês, Londres, 1776). Isso parece se referir a George III. e a Revolução Americana.

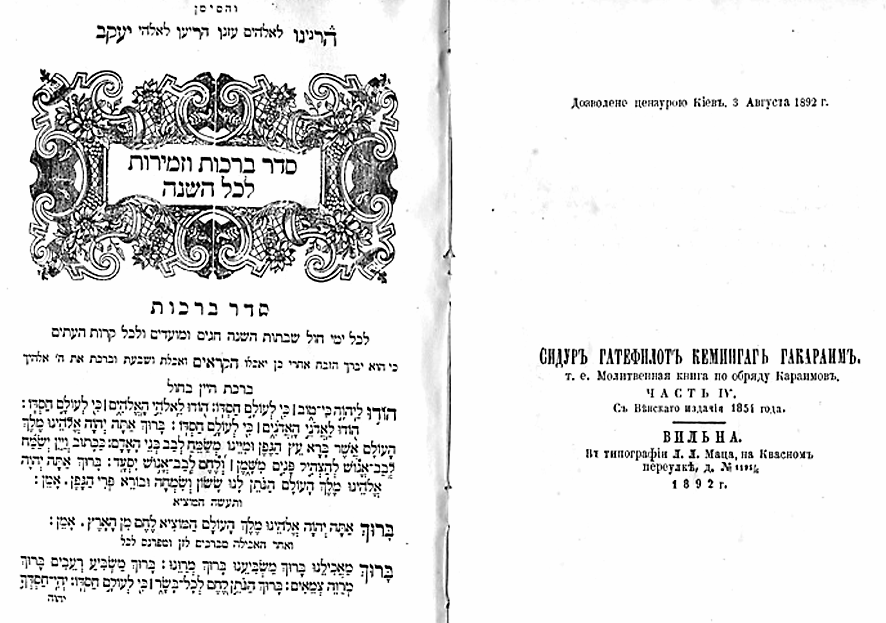
Sidur Karaíta, impresso em Vilnius em 1892

Abaixo está uma lista parcial dos principais livros de orações, primeiras edições, em ordem cronológica. A inicial seguinte ao ano de publicação identifica a minhag: A = Ashkenazim; S = Sefardita; I = Italiano; R = Romagna; F = Francês; K = Karaita.
- 1486. (I) Sidurello. Soncino (Steinschneider, "Cat. Bodl." No. 2061.)
- 1490? (A) Tefillah mi-Kol ha-Shanah. (Zedner, "Cat. Hebr. Livros Brit. Mus." P. 459; Steinschneider, lc n. 2386.)
- 1495? (A) Tefillah mi-Kol ha-Shanah. Soncino? (Zedner, lc; Steinschneider. Lc n. 2387.)
- 1508. (A) Tefillah mi-Kol ha-Shanah. Pesaro. (Zedner, lc; Steinschneider, lc n. 2063.)
- 1510. (S) Tefillot ha-Shanah. Constantinopla (Berliner, "Aus Meiner Bibliothek", No. 1.)
- 1512 (A) Tefilá mi-Kol ha-Shaná, com Hagadá. Praga. (Steinschneider, lc n. 2064.)
- 1524. (S) Temunot, Teḥinnot, Tefillot Sefarad, com Piyyuṭ e Pizmon. Veneza. (Zedner, lcp 485.)
- 1525. (S) Tefillot, incluindo Abot, com comentários, Ma'aribot, Yoẓerot, etc. Trino. (Steinschneider, lc n ° 2068; Berliner, lcp 62.)
- 1528-29. (K) Seder ha-Tefillot ke-Minhag Ḳebal ha-Ḳara'im, em 4 vols. Veneza.
- 1537. (I) Tefilá mi-Reshit we-'Ad Aḥarit ha-Shanah. Bolonha.
- 1538. (I) Tefillot Laṭine (italiano, em caracteres hebraicos). Bolonha.
- 1552. (I) Libra de Oraeyones de Todo o Afio. Ferrara
- 1555. (S) Ordem de Orações de Mes Arreo s. pecado Boltar do Una à Atra Parte. Ferrara
- 1560. (A) Tefillot mi-Kol ha-Shanah, designado como um novo trabalho; com o comentário cabalístico de Lipman Mühlhausen, e o "Shir ha-Yiḥud" de Judá ha-Asid de Ratisbona; editado por Naphtall Herz Trevo. Thiengen.
- 1562. (A) Tefillot, com tradução do judeu-alemão, e Salmos com tradução de Shalom b. Abraão Mântua.
- 1571. (A) Tefillot, com Hagadá, Hosha'not, Yoẓerot, seliḥot e comentário de Ẓebi b. Enoch Zundel e Mordecai Koppelmann. Lublin (2d ed., Com calendário por setenta anos, Cracóvia, 1592).
- 1573-76. (R) Tefillot. Reimpressão da edição de Veneza de 1524, por ordem de Abraham Yerushalmi. Constantinopla.
- 1578. (A) Tefillot, com Parashiyyot, Yoẓerot, o "Shir ha-Yiḥud". Salmos, Ma'amadot, Ḳinot, decisões e costumes. Cracóvia.
- 1579. (A) Tefillot, com Parashiyyot, Yoẓerot, Seliḥot. Basel.
- 1600. (R) Tefillot (também conhecido como "Ḥazania shel Romana"), com orações devocionais, incluindo uma oração intitulada "Bet ha-Lewi" por Elijah ha-Levi. Veneza.
- 1622. (S) Tefillot (em hebraico e espanhol). Veneza.
- 1644. (S) Tefillot; orações diárias e orações por dias de jejum e dias santos. 4 vols. Amesterdão.
- 1649. (I) Tefillot. Verona.
- 1650. (A) Tefillot, com tradução do idioma judaico-alemão. Amesterdão.
- 1658. (S) Tefillot; editado por Benveniste. Amesterdão.
- 1681. (A) Tefillot, com Salmos. Comentário de Ḳimḥi, Minhagim de Isaac Tyrnau, etc. Amsterdam.
- 1688. (A) 'Abodat ha-Bore; editado por Akiba Baer. Wilhelmsdorf (2d melhorou ed., Sulzbach, 1707).
- 1690. (A) Tefillot, com correções gramaticais de Naḥman Lieballer. Dyhernfurth.
- 1695. (S) Ordem das Orações Cotidianas. . . Calendano Amesterdão.
- 1696. (A) Tefillah le-Mosheh, com tradução do idioma judaico-alemão. Dessau.
- 1699-1700. (A) Keter Yosef, com Salmos, e comentário de Israel b. Moses Darshan. Berlim.
- 1700. (A) Derek ha-Yashar (texto sem vogais), com anotações cabalísticas de Jacob Naphtali. Berlim.
- 1703. (A) Tefillot, com tradução e tradições judaico-alemãs para mulheres por Eliakim Schatz de Kamarno. Amesterdão.
- 1703. (A) Derek Yesharah, com Salmos, e tradução do Judeu-Alemão intitulada "Sha'arha-Yir'ah". Frankfort-on-the-Oder.
- 1704. (A) Derek Siaḥ ha-Sadeh, Iom Kipur Ḳaṭan; correções gramaticais por Azriel e seu filho Elijah de Wilna, e um artigo especial, "Ma'aneh Eliyahu", sobre a pronúncia correta em hebraico. Frankfort-on-the-Main.
- 1709. (A) Ou ha-Yashar, com interpretações cabalísticas e introdução, "'Ammude ha-'Abodah", de Meir Papiers. Amesterdão.
- 1712. (S) Bet Tefillah, com interpretações cabalísticas de Isaac Luria e tradição de Moses Zacuto. Editado por MR Ottolenghi. Amesterdão.
- 1717. (A) Sha'are Shamayim, com comentários de Isaías Hurwitz, autor do "Shelah". 4 vols. Amesterdão.
- 1725. (A) ḥorban Minḥah, Ma'aribot, Salmos, etc. 3 vols. Amesterdão.
- 1725. (A) Bet Tefillah, com apêndice intitulado "Sha'are Tefillah"; correções gramaticais por Solomon Hanau. Jessnitz.
- 1727. (A) Yad Kol Bo, com introduções, Maḥzor, seliḥot e leituras para o ano inteiro. Editado por David b. Aryeh Löb, de Lida. 5 vols. Frankfort-on-the-Main.
- 1734. (K) Tefillot. Reprodução da edição de Veneza de 1528-1529, com piyyuṭim por Judah Gibbor. 3 vols. Chufut-Kale.
- 1737. (S) Bet Tefillah e Shabbat Malketa, acrescentados a Mishnayyot. Amesterdão.
- 1738. (A) O Livro da Religião; Cerimônias e orações dos judeus; traduzido por Gamaliel ben Pedahzur. Londres.
- 1741. (A) Bet Raḥel e Sha'ar Hallel-Yah, com uma introdução por Naphtali Cohen, rabino de Posen. Amesterdão.
- 1744. (S) Tefillot, com interpretação cabalística (método de Luria) e comentário cabalístico de Raphael Emanuel Recei. Zolkiev.
- 1744-47. (A) Aposte El, Pereḳ Shirah, Ḥaẓot, seliḥot, Tiḳḳunim, Salmos, com introdução de Jacob Emden. Altona.
- 1760. (A) Tefillot, com tradução para o inglês por B. Meyers e A. Alexander. Londres.
- 1764. (S) leesed le-Abraham, Abot, e comentário cabalístico por Abraham b.Tubiana. Esmirna.
- 1767. (F) Seder ha-Tamid, editado por E. Carmi. Avignon.
- 1771. (S) Tefillot. Orações diárias e orações para o Ano Novo, o Yom Kippur, os dias santos e os dias de jejum. 5 vols. Amesterdão.
- 1772. (S) Ordem das Nações Cotidianas, de I. Nieto. Londres.
- 1772-73. (S) Prières Journalières. por M. Ventura. 4 vols. Agradável.
- 1773. (S) Tefillot. com tradução em inglês por A. Alexander. Londres.
- 1774. (A) Tefillot; revisado e corrigido por Mordecai Düsseldorf, com acréscimos de críticas ao siddur de Solomon Hanau. Praga.
- 1781. (S) Tefillot, com anotações cabalísticas de "Eẓẓayyim" de Vital; editado por Aryeh b. Abraão Zolkiev.
- 1784. (A) Tefillot: editado por Wolf Frankel, David Tausk e Süssmann Gluno; Aprovação do rabino Ezekiel Landau. Praga.
- 1785. (A) Wa-Ye'tar Yiẓḥaḳ; editado por Isaac Satanov. Berlim.
- 1786. (A) Gebete der Juden, com tradução em alemão abreviada em caracteres hebraicos por David Friedländer, e com Abot. Berlim.
- 1788. (S) Tefillah, com as interpretações cabalísticas de Luria; editado por Asher Margolioth. Lemberg.
- 1789-93. (S) Tefillot, com tradução para o inglês por D. Levi. 6 vols. Londres.
- 1791-93. (S) Gebeden der Portugeesche Jooden, Porta e Joods Gnootschap uit het Hebreeuwsch. 4 vols. Haia.
- 1794. (S) 'Abodat ha-Tamid, com comentário cabalístico de Eliseu, Chavillo. Leghorn.
- 1798. (A) Ṭo'ome Ẓebiyah; revisado por Isaac Satanow; com tradução alemã por D. Friedländer. Berlim.